# نهر اليوسنان

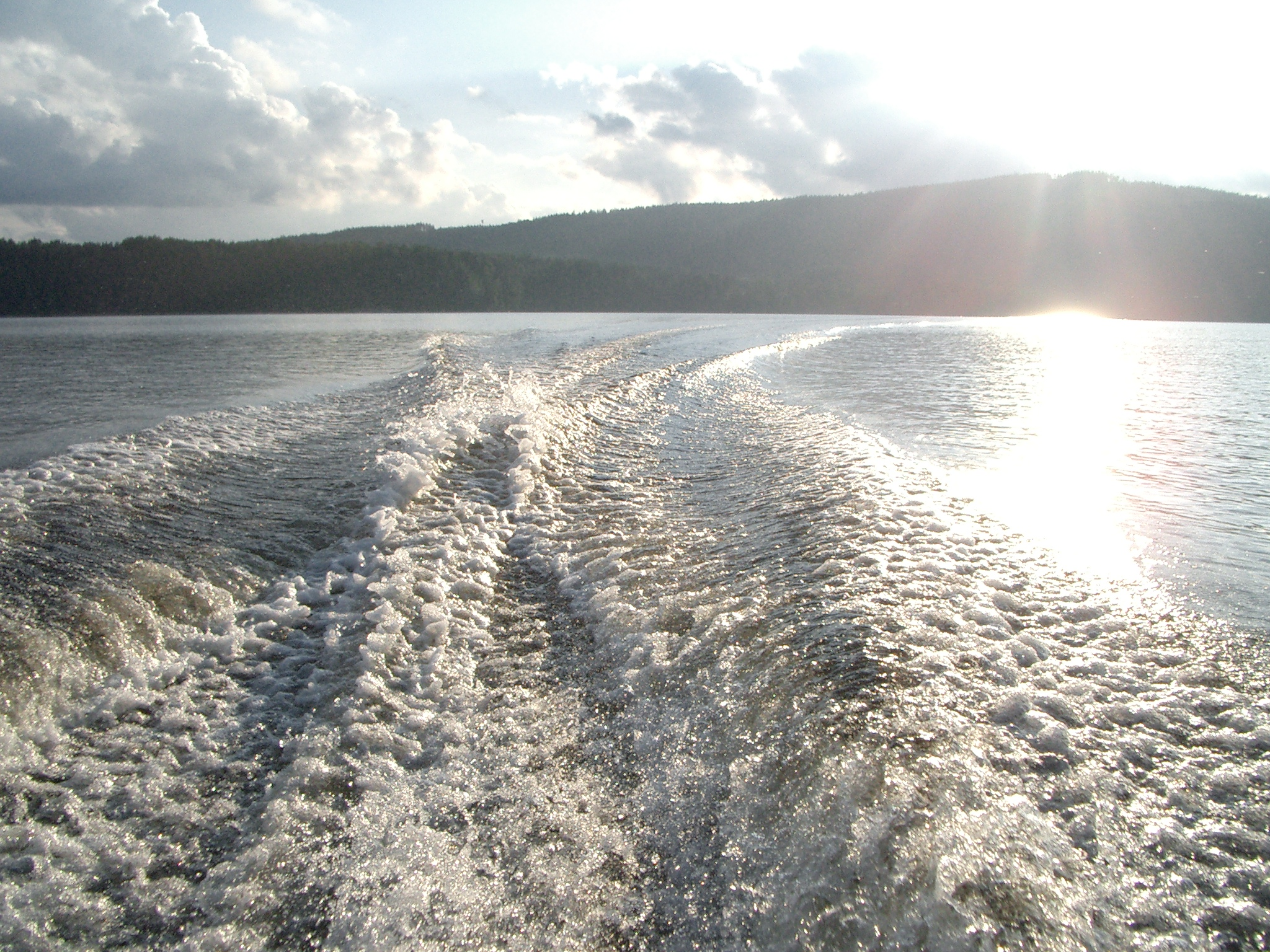
صورة لنهر اليوسنان مأخوذة من على دراجة نارية بين قريتي أربرو وفالتسا

نهر اليوسنان  (بالسويدية: Ljusnan ) و تعني كلمة يوسنان باللغة النوردية القديمة النور. يبلغ طول النهر حوالي 440 كيلو متر. ييدأ نهر اليوسنان في الشمال الغربي لاقليم هريدالن ليستمر على طواله ليدخل اقليم هالسنغلاند و يصب في بحر البلطيق , و يعد نهر الفوكسنان أكبر نهر رافد لنهر اليوسنان. 
يستخدم النهر بشكل كبير لإنتاج الطاقة الكهربائية مع 18 محطة كهرومائية. 